# Lluís Companys i Jover
Lluís Companys i Jover (pron. catalana: [ʎuˈis kumˈpaɲs ˈi ʒuˈβe]; El Tarròs, 21 giugno 1882 – Barcellona, 15 ottobre 1940) è stato un politico e avvocato spagnolo, leader della formazione politica Esquerra Republicana de Catalunya e presidente della Generalitat de Catalunya nel 1934 e durante la Guerra civile spagnola.
In esilio dopo la guerra fu catturato e consegnato dalla polizia segreta nazista, la Gestapo, al dittatore spagnolo Francisco Franco, che lo fece fucilare nel 1940. Companys è l'unico presidente democraticamente eletto della storia europea mandato a morte da un'autorità politica e, più di 70 anni dopo, il giudizio di condanna a morte del consiglio di guerra che lo sentenziò è ancora vigente in Spagna.

## Biografia

### Gioventù
Nato da una famiglia borghese di campagna, fu il secondo di otto fratelli. Terminato il liceo, ancora molto giovane si trasferì a Barcellona, dove studiò e si laureò in Diritto all'Università. Attratto fin da giovane dalla politica, nel 1900 fondò l'Associació Escolar Republicana e fu militante della Unió Republicana. Companys fu influenzato dalle idee repubblicane, catalaniste e sociali, correnti politiche che si svilupparono in seno alla crisi della Restaurazione borbonica in Spagna.
Nel 1906, dopo l'incendio portato dalle forze militari alla redazione dei periodici catalani "¡Cu-Cut!" e "La Veu de Catalunya" partecipò alla fondazione del movimento Solidaritat Catalana e quando questa si disgregò aderì all'Unió Federal Nacionalista Republicana, della quale fu eletto presidente della sezione politica nel 1910. Parallelamente alla sua attività professionistica di avvocato del lavoro e sindacalista, collaborò con alcuni quotidiani di matrice repubblicana come "L'Aurora" e, anni più tardi, "La Barricada".
A causa della sua intensa attività politica giovanile fu arrestato quindici volte e fu classificato come "individuo pericoloso" dalla polizia. Successivamente si iscrisse al Partito Riformista di Melquiades Álvarez e scrisse con Josep Zulueta, Laureà Miró i Trepat e Eusebi Corominas sulle colonne dell'organo ufficiale di partito, La Publicitat.

### Primi incarichi politici
Perdute le elezioni amministrative del 1913, si ebbe una crisi del riformismo e Companys lasciò "La Publicitat". Dopo una breve militanza nel Bloc Republicà Autonomista, fondato con Francesc Layret e Marcel·lí Domingo i Mestres, si iscrisse al Partit Republicà Català, nell'aprile 1917. Collaborò alla pubblicazione del periodico "La Lluita", organo ufficiale del nuovo partito. All'interno del Partit Republicà Català, Companys rappresentò la corrente di sinistra e operaia; fu eletto consigliere comunale nel 1917.
Lavorò duramente per un intervento positivo del governo nelle rivendicazioni operaie e fu arrestato nel novembre 1920 insieme ad altri sindacalisti, fra i quali Salvador Seguí e Martí Barrera. Deportato nel carcere di la Mola (Mahón, Isole Baleari) assistette all'assassinio di Francesc Layret che si apprestava a prendere l'incarico di suo avvocato difensore. Nonostante l'arresto, Companys tornò in libertà grazie alla sua elezione a deputato nel collegio di Sabadell al Parlamento Catalano, in rappresentanza del Partit Republicà Català.
Durante la dittatura di Primo de Rivera fu uno dei fondatori della Unió de Rabassaires, per la quale lavorò come avvocato. Nel 1922 passò a dirigere il settimanale "La Terra" e il 2 maggio fu iniziato in Massoneria, nella loggia catalana Lealtad n. 6. Nel 1929 ricevette il secondo grado. Non si conosce la data della sua promozione a Maestro, ma figura nelle liste della loggia negli anni 1923, 1924, 1925, 1927, 1930 e 1934.
Nuovamente detenuto nell'ottobre 1930 non poté assistere alla Conferenza delle Sinistre, celebrata tra il 12 e il 19 marzo 1931, dalla quale nacque Esquerra Republicana de Catalunya (ERC). Fu comunque eletto membro dell'esecutivo del partito, in virtù dei suoi stretti legami con il mondo operaio e sindacale. Companys, nell'opinione pubblica di sinistra, apportò un maggiore prestigio alla Esquerra, che fino ad allora era considerato un partito progressista piccolo borghese.

### Gli anni della Repubblica
Eletto sindaco di Barcellona il 12 aprile del 1931 nelle file dell'Esquerra Republicana de Catalunya, il 14 aprile entrò insieme a Amadeu Aragay, Lluhí i Vallescà nel municipio di Barcellona e proclamò dal balcone la Repubblica spagnola in Catalogna, deponendo il sindaco uscente Antonio Martínez Domingo. Fu nominato provvisoriamente governatore civile di Barcellona.
Nel giugno 1931 venne eletto al parlamento spagnolo nel collegio di Barcellona. Venne nominato capogruppo della Esquerra Republicana de Catalunya. Nel 1931 lavorò al progetto per la stesura della Costituzione Repubblicana e nell'ottobre 1931 votò a favore del suffragio universale, che concedeva il diritto di voto alle donne.
Il 20 novembre 1932, venne eletto deputato al Parlamento di Catalogna nel collegio di Sabadell, del quale occupò la carica di presidente dal 19 dicembre 1932.
Nel giugno 1933 si dimise dall'incarico di Presidente del Parlamento di Catalogna e fu eletto Ministro della Marina sotto il governo di Manuel Azaña Díaz.
Alle elezioni politiche del novembre 1933 venne di nuovo eletto deputato al Parlamento Spagnolo nel collegio di Barcellona.
Dopo la morte improvvisa di Francesc Macià, venne candidato alla presidenza della Generalitat de Catalunya. Con una votazione straordinaria venne eletto Presidente con 56 voti a favore e 6 astenuti.

### I fatti d'ottobre
Nel 1934 scoppiò la polemica intorno ai Contratti di lavoro agricolo, che lo vide opposto ai grandi proprietari terrieri e al governo centrale.
L'inclusione di tre ministri della Confederación Española de Derechas Autónomas (CEDA) nel governo guidato da Ricardo Samper, avvenuta il 1º ottobre 1934, innescò il 5 ottobre lo sciopero generale voluto dai sindacati di sinistra. A Madrid vi fu il tentativo di occupare il ministero dell'Interno, il Parlamento e la Banca di stato ma furono tutti arrestati dalle forze di sicurezza. Tra gli arrestati anche Francisco Largo Caballero.
In Catalogna lo sciopero ebbe maggior successo, nonostante l'assenza dei sindacati anarchici della CNT. Lluís Companys che era succeduto a Francesc Macià ne approfittò per proclamare l'indipendenza dello Stato Catalano il 6 ottobre 1934 dal balcone del palazzo della Generalitat de Catalunya.
(Lluís Companys i Jover, all'epoca presidente della Generalitat de Catalunya)
Ci fu qualche scontro tra le milizie catalane e le forze dell'esercito che provocò una ventina di morti, poi il nuovo primo ministro Alejandro Lerroux ordinò lo stato di guerra e diede disposizioni al generale Domingo Batet e di far terminare la sommossa. Batet fece schierare alcuni cannoni caricati a salve e, quando il mattino del 7 ottobre Lluís Companys gli propose di schierarsi dalla parte dei ribelli, rispose "Io sono per la Spagna" e procedette all'arresto. Furono arrestati Lluís Companys e diversi membri del governo. Tra gli arrestati vi fu anche Manuel Azaña che si trovava a Barcellona casualmente, come fu poi appurato.
Lo sciopero, capeggiato dai sindacati Unión General de Trabajadores (UGT) e Confederación Nacional del Trabajo (CNT) si trasformò nelle Asturie in un sollevamento armato, soffocato dall'esercito spagnolo che intervenne anche in Catalogna. Companys venne arrestato insieme agli altri membri del governo catalano e incarcerato a bordo della nave Uruguay, ancorata nel porto di Barcellona.
Sospeso d'autorità lo Statuto di Autonomia della Catalogna, Companys fu trasferito a Madrid, dove fu giudicato e condannato, insieme a tutti gli altri membri del Governo Catalano, a trenta anni di reclusione.
Fu trasferito quindi al carcere di El Puerto de Santa María (Cadice).

### Gli anni dell'anarchia e la Guerra civile spagnola
Liberato nel 1936 dopo la vittoria del Frente Popular, Companys nominò il capitano Frederic Escofet Commissario Generale in Catalogna dell'Ordine Pubblico, in previsione di un possibile sollevamento popolare.
In effetti il golpe ci fu il 18 luglio 1936 ma, mentre altrove gli insorti prendevano il sopravvento, dando inizio alla guerra civile spagnola, in Catalogna il sollevamento non ebbe successo. Companys fece imbarcare su navi straniere 5.000 persone sospettate di osteggiare il governo repubblicano, la sicurezza e l'incolumità dei quali non poteva garantire, alla luce dei numerosi omicidi che si produssero in quel periodo.
Durante tutto il trascorrere della guerra civile spagnola Companys fu a capo del Governo di Catalogna tentando di mantenere l'unione dei partiti politici e dei sindacati che lo appoggiavano. Questo compito fu molto arduo, a causa delle tensioni fra i comunisti e i socialisti riuniti nel Partit Socialista Unificat de Catalunya (PSUC) e gli anarchici della Confederació Nacional del Treball (CNT), appoggiati questi ultimi dal Partit Obrer d'Unificació Marxista (POUM).
Nel 1937 Companys si scontrò duramente con il capo del governo repubblicano Juan Negrín, che fu una delle figure politiche più discusse della guerra civile spagnola, e nel 1938, in seguito alla presa di Lleida, gli scrisse una dura lettera, lamentando le arbitrarietà che il Governo centrale stava commettendo e l'isolamento che soffriva il Governo catalano.

### Esilio e fucilazione da parte dei franchisti
Il 23 gennaio 1939, quando le forze franchiste erano sul punto di entrare a Barcellona, insieme all'amico e lehendakari (Presidente della regione autonoma dei Paesi Baschi) José Antonio Aguirre attraversò il confine con la Francia e fuggì in esilio a Perpignano.
In seguito si trasferì a Parigi per lavorare nel Governo in esilio della Generalitat (Consell Nacional de Catalunya).
Il 13 agosto 1940 venne individuato e catturato dalla Gestapo, su ordine delle autorità spagnole e con la collaborazione dell'ambasciata spagnola in Francia. Estradato a Madrid, fu quindi trasferito al carcere di Montjuïc a Barcellona, dove fu processato sommariamente e condannato a morte.
Alle 6.45 della mattina del 15 ottobre 1940, nel fossato di Santa Eulàlia del castello di Montjuïc, Companys fu fucilato dai militari franchisti.
(Ultime parole di Lluís Companys)

## Riconoscimenti
L'Estadi Olímpic di Barcellona è stato dedicato alla sua memoria e porta il suo nome. In questo stadio si sono disputate le prove di atletica, oltre alle cerimonie protocollari di apertura e chiusura dei giochi della XXV Olimpiade.